# کربی (شخصیت)
کِربی (به انگلیسی: Kirby)  (ژاپنی: カービィ, تلفظ ژاپنی: [ka:bi:]) قهرمان اصلی مجموعه بازی‌های ویدئویی کِربی متعلق به نینتندو و شرکت هالکن است. ظاهر دایره ای کربی و توانایی تقلید قدرت دشمنان به عنوان یکی از مشهورترین و معروف‌ترین طلسم‌های اصلی نینتندو، او را به شخصیتی مشهور در بازی‌های ویدئویی تبدیل کرده است که همواره به عنوان یکی از نمادین‌ترین شخصیت‌های بازی‌های ویدیویی رتبه‌بندی می‌شود. کربی اولین بار در سال ۱۹۹۲ در عنوان سرزمین رؤیایی کربی برای کنسول گیم بوی ظاهر شد. ماساهیرو ساکورای در سن ۱۹ سالگی و در اوایل توسعه بازی، شخصیت کربی را خلق کرد و از آن زمان تا کنون در بیش از ۲۰ عنوان از طیف گسترده بازی‌ها شامل سکوبازی اکشن تا پازل، مسابقه و حتی پین بال، شخصیت کربی حضور یافته و در همه بازی‌های مجموعه برادران سوپر اسمش. به عنوان مبارز قابل بازی حضور دارد. همچنین کربی مجموعه‌های انیمه و مانگای خود را نیز دارد و از سال ۱۹۹۹ توسط ماکیکو اوموتو صداگذاری شده است.
کربی به دلیل توانایی خود در دَم کردن اجسام و موجودات برای به دست آوردن قدرت آنها و همچنین توانایی شناور شدن با گسترش بدن خود مشهور است. او از این توانایی‌ها برای نجات سرزمین‌های مختلف، از جمله دنیای اصلی خود در سیاره پاپ استار، از نیروهای شیطانی و مخالفان، مانند ماده تاریک یا کابوس استفاده می‌کند. در این ماجراها، او غالباً با رقبای خود، کینگ دی‌دی‌دی و مِتا نایت، راه مقصد را می‌پیماید. کربی به عنوان یکی از افسانه ای‌ترین شخصیت‌های بازی‌های ویدیویی در تمام دوران توسط وبسایت پی‌سی ورلد توصیف شده است. تقریباً در تمام ظاهرها، کربی به عنوان شخصی شاد، معصوم و دوستدار غذا به تصویر کشیده شده که با این حال، او در برابر خطر بی‌باک، جسور و باهوش می‌شود.